# Carla Cerati
Carla Cerati (Bergamo, 3 marzo 1926 – Milano, 19 febbraio 2016) è stata una fotografa e scrittrice italiana.

## Biografia
Nel 1960 inizia a lavorare come fotografa di scena, poi si dedica al reportage e al ritratto. Nel 1962 pubblica il suo primo servizio come fotografa professionista, un reportage sulle scuole milanesi, nelle pagine del settimanale L'illustrazione italiana diretto da Gaetano Tumiati. Nei primi anni Sessanta, inoltre, frequenta gli ambienti del "Circolo Fotografico Milanese", punto di riferimento importante dell'associazionismo fotografico italiano (fondato nel 1930), e negli anni seguenti pubblica alcune delle sue fotografie in periodici italiani come Vie nuove e L'Espresso.
A teatro fotografa la commedia Niente per amore di Oreste del Buono e gli spettacoli della Compagnia dei Quattro di Franco Enriquez. Tra il 1967 e il 1968 riprende il Living Theatre di Julian Beck e Judith Malina, in particolare Antigone, Frankenstein e Paradise Now, quest'ultimo in occasione dell'anteprima internazionale al Festival d'Avignone. 
Nel 1969 la casa editrice Einaudi pubblica il fototesto Morire di classe. La condizione manicomiale fotografata da Carla Cerati e Gianni Berengo Gardin a cura di Franco Basaglia e Franca Basaglia Ongaro, dove appaiono fotografie realizzate negli ospedali psichiatrici italiani di Gorizia, Firenze, Parma e Ferrara. Grazie a questo progetto, che avrà un ruolo importante per l'approvazione della legge 13 maggio 1978 n. 180 (detta anche Legge Basaglia) a favore della chiusura dei manicomi, i due fotografi vinceranno il Premio Palazzi per il reportage. Nel 1998 il volume verrà ripubblicato con il titolo Per non dimenticare 1968. La realtà manicomiale di «Morire di classe».
Tra gli anni Sessanta e gli anni Settanta, Cerati ritrae moltissimi personaggi del mondo della cultura italiana e internazionale e fotografa alcuni tra i più importanti eventi politici e sociali milanesi, come il processo in corso tra il commissario Luigi Calabresi e Lotta Continua, le lotte femministe e i funerali di Giangiacomo Feltrinelli.  
Nel 1974 pubblica, con l'editore Pizzi, il piccolo fotolibro Mondo Cocktail, con una nota introduttiva di Maria Livia Serini: un catalogo di 61 fotografie che mostrano la realtà borghese dei cocktail party milanesi. Nel 1978, invece, esce per Mazzotta il fotolibro Forma di donna, con 34 fotografie di nudo femminile frutto di una lunga ricerca avviata negli anni precedenti.  
Come scrittrice, esordisce nel 1973 con il romanzo Un amore fraterno. Nel 1975 pubblica il romanzo Un matrimonio perfetto, finalista al Premio Campiello. Nel 1977 scrive La condizione sentimentale con cui vince il "Premio Radio Montecarlo". Nel 1990 pubblica La cattiva figlia e ottiene il Premio Comisso. Nel 1992 con La perdita di Diego giunge finalista al Premio Strega, mentre nel 1996 con L'amica della modellista vince il Premio Nazionale Alghero Donna di Letteratura e Giornalismo nella sezione narrativa. Nel 2004 pubblica il romanzo d'ispirazione autobiografica L'intruso.
Fu membro della Federazione italiana del Droit Humain.
Alla sua morte, nel 2016, il Comune di Milano ha deciso che il suo nome venga iscritto nel Pantheon di Milano, all'interno del Cimitero Monumentale.

## Critica
Secondo Primo Levi, "Morire di classe" rappresenta "Un documento ormai storico nel reportage sugli ospedali psichiatrici.
 "Morire di classe" documentava la situazione manicomiale degli internati di alcuni ospedali psichiatrici dove due grandi fotografi, Carla Cerati e Gianni Berengo Gardin, coinvolti nell'impresa avevano avuto il permesso di entrare e fotografare. Prima di allora non era possibile farlo, per non ledere - si diceva - la dignità dei malati. Sono immagini dure di donne e di uomini prigionieri, incarcerati, legati, puniti, umiliati «ridotti a sofferenza e bisogno» (Primo Levi).
Sul Corriere della Sera del 27 settembre 2005, Arturo Carlo Quintavalle scriverà a commento del libro: "E si vedano le foto di Carla Cerati che riprende un'immagine divenuta emblematica: l'uomo, mani sulla testa rasata, accovacciato contro un muro (1968); sono queste foto, e quelle di Luciano d'Alessandro (1965-68), insieme all'impegno di Basaglia, della moglie Ungaro e di molti altri con loro, che faranno chiudere i manicomi, luoghi di terribile segregazione fino ad allora ignorati".

## Opere

### Fotografia
- Giuseppe Bufalari, La barca gialla, Libro per ragazzi. Fotografie di Carla Cerati, Torino, Einaudi, 1966.
- Franco Basaglia e Franca Ongaro (a cura di), Morire di classe: la condizione manicomiale fotografata da Carla Cerati e Gianni Berengo Gardin, Torino, Einaudi, 1969, EAN 9786000850104.
- 3. Weltausstellung der Photographie. Unterwegs zum Paradies, Completamente illustrato anche a colori. Fotografie di Robert Capa, Fulvio Roiter, Gian Butturini, Ferdinando Scianna, Thomas Hopker, Massimo Vitali, Leonard Freed, Max Jacoby, Dieter Blum, Mario Cattaneo, Carla Cerati, ecc., Amburgo, 1973.[11]
- Carla Cerati, Mondo cocktail, 61 fotografie a Milano, Nota di Maria Livia Serini (61 illustrazioni in bianco e nero), Milano, Pizzi, 1974.
- Giuseppe Bufalari, Scellamozza, Libro per ragazzi. Fotografie di Carla Cerati, Torino, Einaudi, 1975.
- Luciana Martini, Cara Assuntina, Libro per ragazzi. Fotografie di Carla Cerati, Torino, Einaudi, 1976.
- Carla Cerati, Forma di donna, 34 fotografie in bianco e nero di Carla Cerati, Milano, Mazzotta, 1978.
- Carla Cerati, Scena e fuori scena, a cura di Franco Gallo, 80 illustrazioni in bianco e nero, Milano, Electa, 1991.
- Carla Cerati, Milano (1960-1970), Collana: Memoriafotografica, Taranto, Barbieri, 1997, ISBN 88-86187-41-6.
- Franca Ongaro (a cura di), Per non dimenticare: 1968. La realtà manicomiale di «Morire di classe», Collana: Immagini. Fotografie di Gianni Berengo Gardin e Carla Cerati, Torino, EGA - Edizioni Gruppo Abele, 1998, ISBN 88-7670-309-8.
- Carla Cerati, Nudi, Testi di Carla Cerati e Paolo Morello (48 illustrazioni), Palermo, Istituto Superiore per la Storia della Fotografia, 2007, ISBN 88-87928-11-8.

#### Mostre fotografiche
- Galleria "Il Diaframma", Milano: 1968 "Culturalmente Impegnati" (Catalogo con note introduttive di Umberto Simonetta); 1972; 1979; 1988[12]
- Carla Cerati, Percorso, Centro Futura, 1978.[13]
- "L'Immagine delle Donne", mostra collettiva, Palazzo San Galgano, Siena, 1988. Catalogo a cura di Marinella Giannini e Mauro Tozzi;
- "Ad occhi aperti 2: l'immaginario femminile e la fotografia", Mostra collettiva, Comune di Pietrasanta, 1996, Catalogo a cura di Antonella Serafini edito da "Nuova Grafica fiorentina" (Firenze)
- Massimo Mussini, Gloria Bianchino, Carla Cerati, Milano, Skira, ottobre 2007, ISBN 88-6130-393-5.
- Uliano Lucas, Fabrizio Dentice, Carla Cerati. Punto di vista, Catalogo della mostra (BelVedere Fotografia Milano, 8 marzo - 8 aprile 2007), Mondadori Electa-inglese, 2007, ISBN 978-88-370-5201-0.[14][15]
- Carla Cerati. Uno sguardo di donna su volti, corpi, paesaggi, a cura di Sandro Parmiggiani, Reggia di Colorno, 16 ottobre - 31 dicembre 2021.[16]
- Carla Cerati. Forma e Movimento, a cura di Elena Ceratti, Fabio Achilli e Denis Curti, Leica Galerie, Milano, 25 gennaio - 8 aprile 2023.[17]

### Narrativa
- Carla Cerati, Un amore fraterno, Collana: I coralli, Torino, Einaudi, 1973.[18]
  -  Carla Cerati, Un amore fraterno, Milano, Frassinelli, 1993, ISBN 88-7684-237-3.
- Carla Cerati, Un matrimonio perfetto, Nota di C. De Michelis, Venezia, Marsilio, 1975, ISBN 88-317-8787-X.[19][20]
  -  Carla Cerati, Un matrimonio perfetto, Milano, Frassinelli, 1991.
- Carla Cerati, La perdita di Diego, Collana: Narrativa, Milano, Frassinelli, 1992, ISBN 88-7684-205-5.[21]
- Carla Cerati, Legami molto stretti, Collana: Narrativa, Milano, Frassinelli, 1994, ISBN 88-7684-271-3.
- Carla Cerati, L'amica della modellista, Milano, Frassinelli, 1996, ISBN 88-7684-388-4.
- Carla Cerati, La cattiva figlia, Milano, Frassinelli, 1996, ISBN 88-7684-396-5.[22][23]
  -  Carla Cerati, La cattiva figlia, Milano, Sperling & Kupfer, 2001, ISBN 88-8274-236-9.
- Carla Cerati, L'uno e l'altro, Rizzoli, 1983.[24]
  -  Carla Cerati, Il sogno della bambina, Nuova edizione di "L'uno e l'altro", Milano, Frassinelli, 1997, ISBN 88-7684-487-2.
- Carla Cerati, Grand Hotel Riviera, Milano, Frassinelli, 1998, ISBN 88-7684-499-6.
- Carla Cerati, La condizione sentimentale, Collana: Tascabili, Milano, Frassinelli, 1999, ISBN 88-7684-560-7.[25]
- Carla Cerati, La seconda occasione, Collana: Narrativa, Milano, Frassinelli, 2001, ISBN 88-7684-647-6.
- Carla Cerati, L'intruso, Collana: Romanzi e racconti, Venezia, Marsilio, dicembre 2004, ISBN 88-317-8401-3.[26]
- Carla Cerati, Una donna del nostro tempo: La condizione sentimentale - Il sogno della bambina (Uno e l'altro) - Un matrimonio perfetto, Collana: I tascabili Marsilio (Cofanetto di 3 volumi), Venezia, Marsilio, 2005, ISBN 88-317-8790-X.
- Carla Cerati, Un uovo... una frittatona. Dal quaderno di cucina del tempo di guerra 121 ricette antispreco e un racconto, Collana: La Tavola Rotonda, Torino, Blu Edizioni, 2008, ISBN 978-88-7904-056-3.
- Carla Cerati, L'emiliana, Venezia, Marsilio, 2008, ISBN 88-317-9497-3.
- Carla Cerati, L'eredità. Idee e canzoni di un sessantottino: Federico Ceratti, Venezia, Marsilio, 2012, ISBN 9788831714563.